# Vierge du Pilier
Ne doit pas être confondu avec Notre-Dame du Pilerio ou Notre-Dame de Paris (statue).

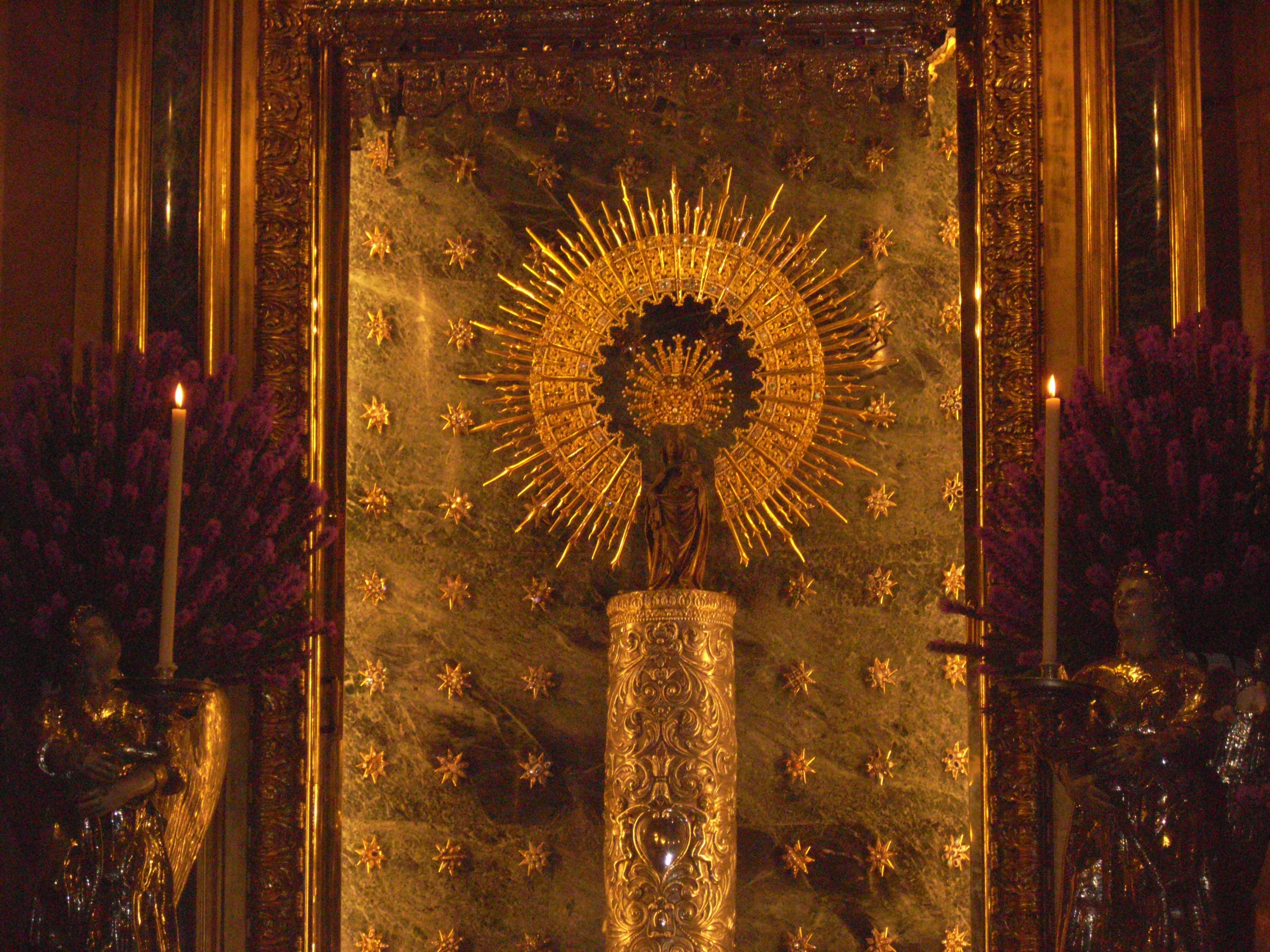
Vierge du Pilier sans manteau.

La Vierge du Pilier (en espagnol : Virgen del Pilar) est une apparition de la Vierge Marie se tenant debout sur un pilier (ou une colonne) rapportée par la tradition catholique. Sous ce vocable, Marie est sainte patronne de l'hispanité, vénérée principalement dans la basilique homonyme de Saragosse en Espagne.

## Tradition

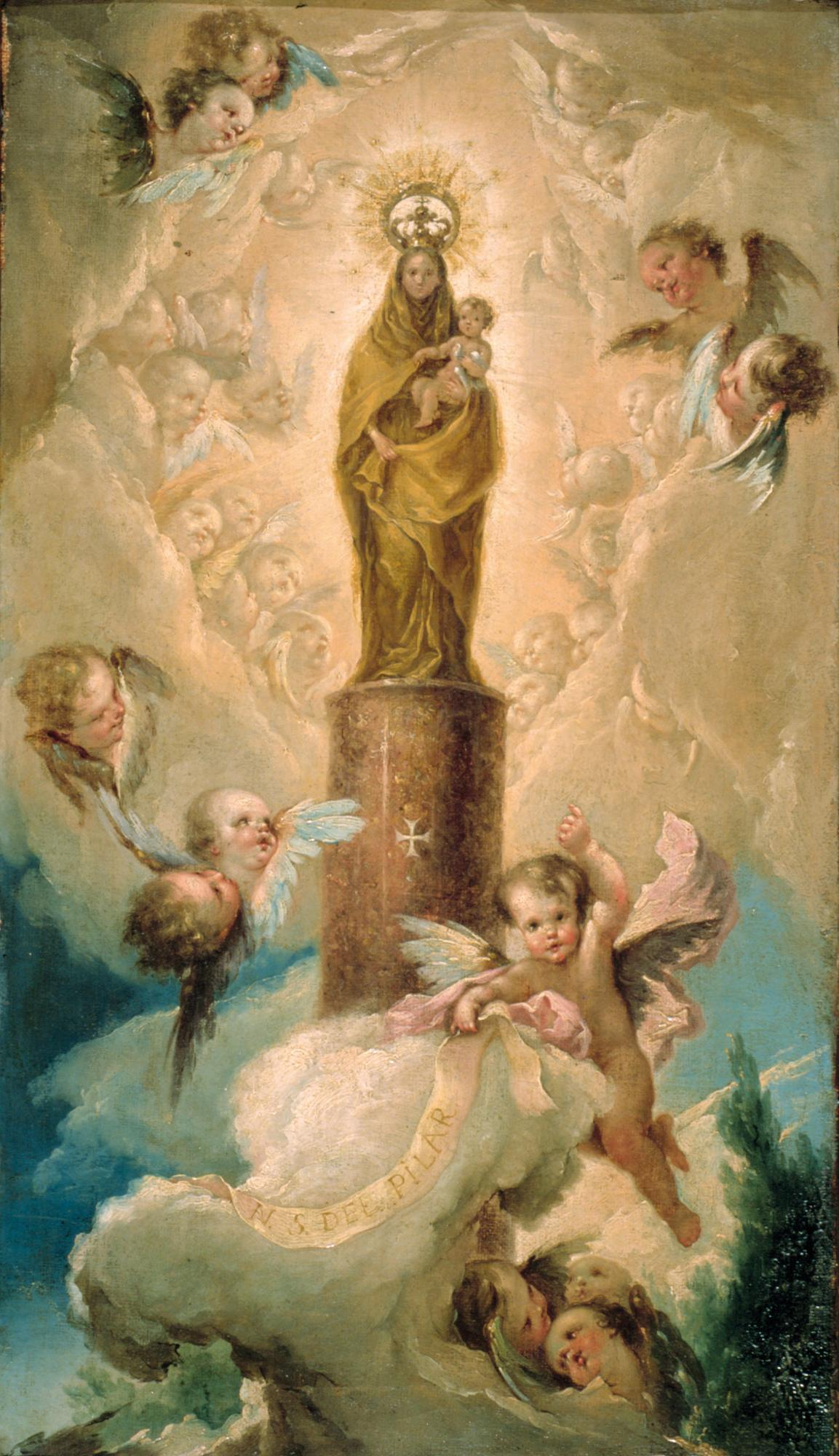
La Vierge du Pilier, par Ramón Bayeu (1780).

L'apparition de la Vierge Marie à Saragosse se serait produite le 2 janvier 39, alors qu'elle vivait avec l'apôtre saint Jean à Éphèse, par un phénomène de bilocation. Cette apparition est décrite pour la première fois au VIe siècle dans le codex de Morales sur Job de saint Grégoire le Grand avant qu'il soit pape. Dans ce codex, qui est conservé dans les archives pilaristes, la Vierge est nommée pour la première fois par l'appellation « del Pilar ».  
Le protagoniste de cet événement a été l'apôtre  saint Jacques le Majeur, lors de sa prédication dans l'Hispanie citérieure auprès des païens. Élevée sur une colonne, la Vierge demanda à l'apôtre, alors découragé , d'ériger un temple. Cette colonne serait celle qui soutient aujourd'hui la statue de la Vierge.

## Le culte de la Vierge du Pilier
- Le 2 janvier célèbre l'apparition de la Vierge à Saint Jacques le Majeur.

- Le 12 octobre, qui est aussi le jour de l'hispanité, est le jour de la fête de la Vierge du Pilier. Elle s'appelle populairement el Pilar (« le Pilier »).

- Le 20 mai est la fête du couronnement canonique de la Vierge.

- Pilar est un prénom communément donné aux filles dans le monde hispanique, en hommage à la Vierge du Pilier. La fête de ce prénom coïncide avec la fête de la Vierge du Pilier, le 12 octobre.

## Miracles
La Virgen del Pilar est à l'origine de miracles, entre autres : 
- la guérison de Blanche de Navarre, reine de France, que l'on croyait morte[réf. nécessaire] ;
- le miracle de Calanda (1640), par lequel un jeune homme, Miguel Pellicer, retrouva sa jambe amputée deux ans et demi auparavant, miracle qui fut enregistré par notaire. Il eut un grand retentissement et a fait l'objet de divers livres, dont un de Vittorio Messori, écrivain italien. Selon le chimiste et investigateur italien Luigi Garlaschelli de l'Université de Pavie, Pellicer serait un habile simulateur[1].

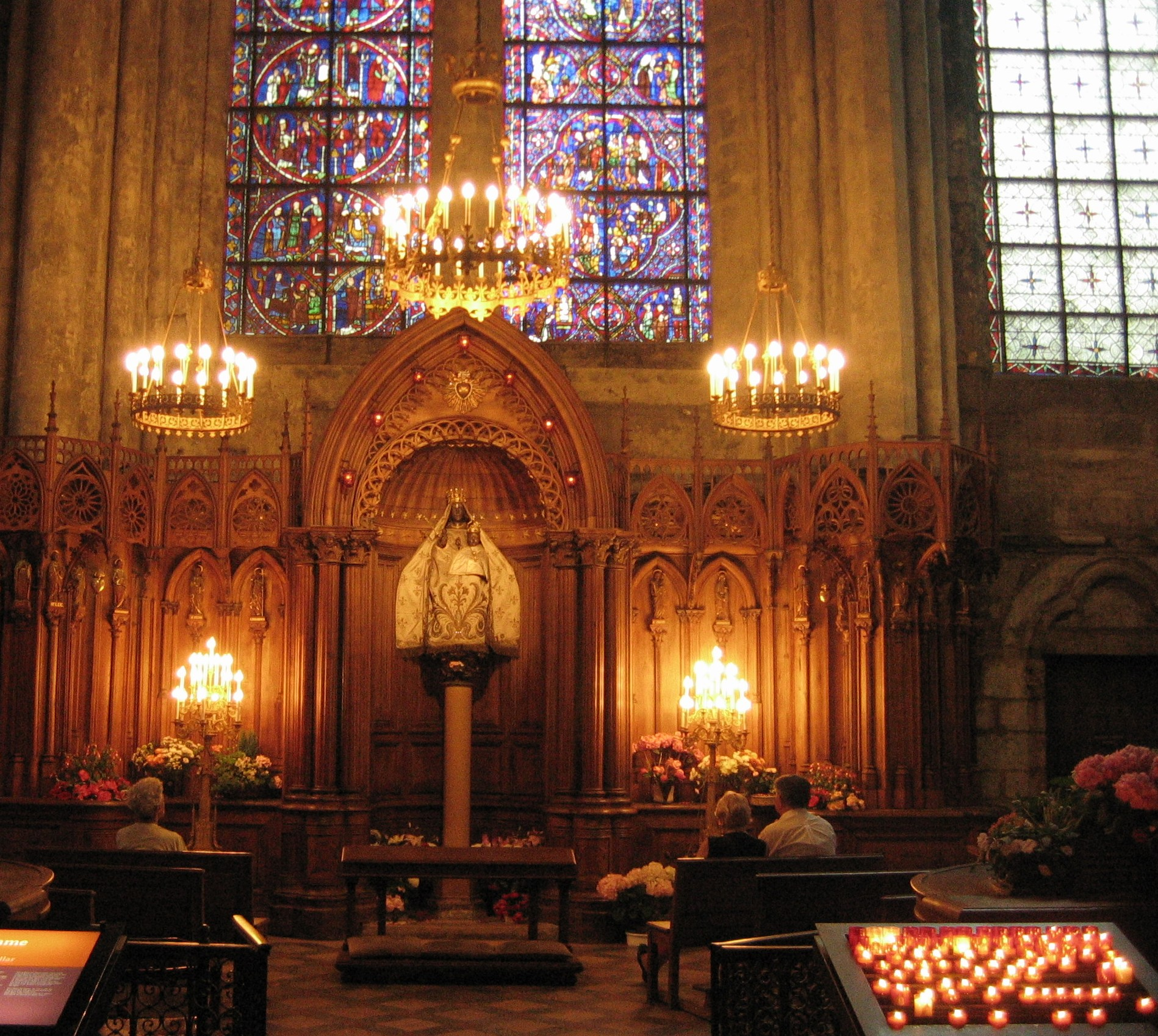
La Vierge du Pilier à la cathédrale Notre-Dame de Chartres.
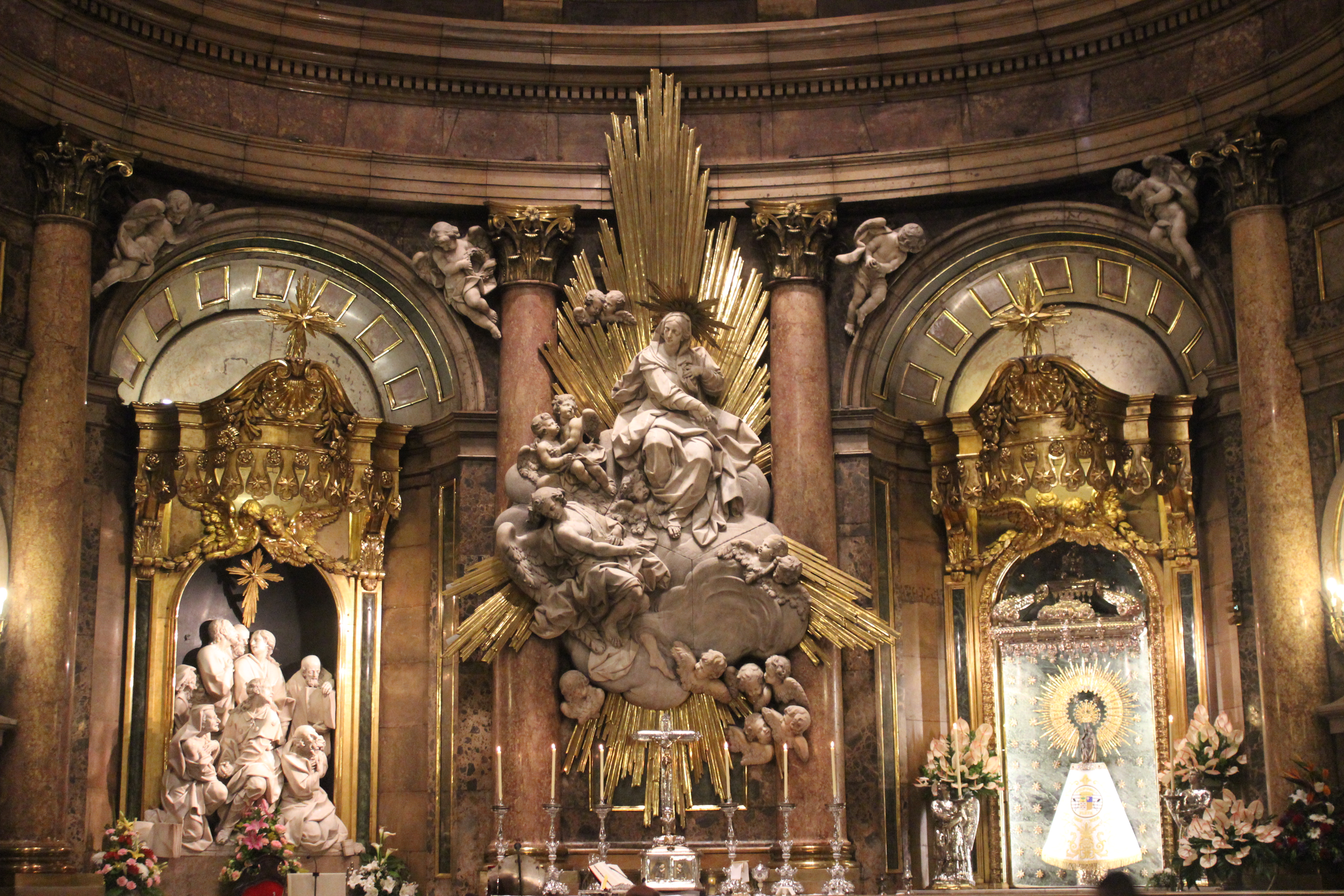
La chapelle du Pilier à la basilique de Saragosse.
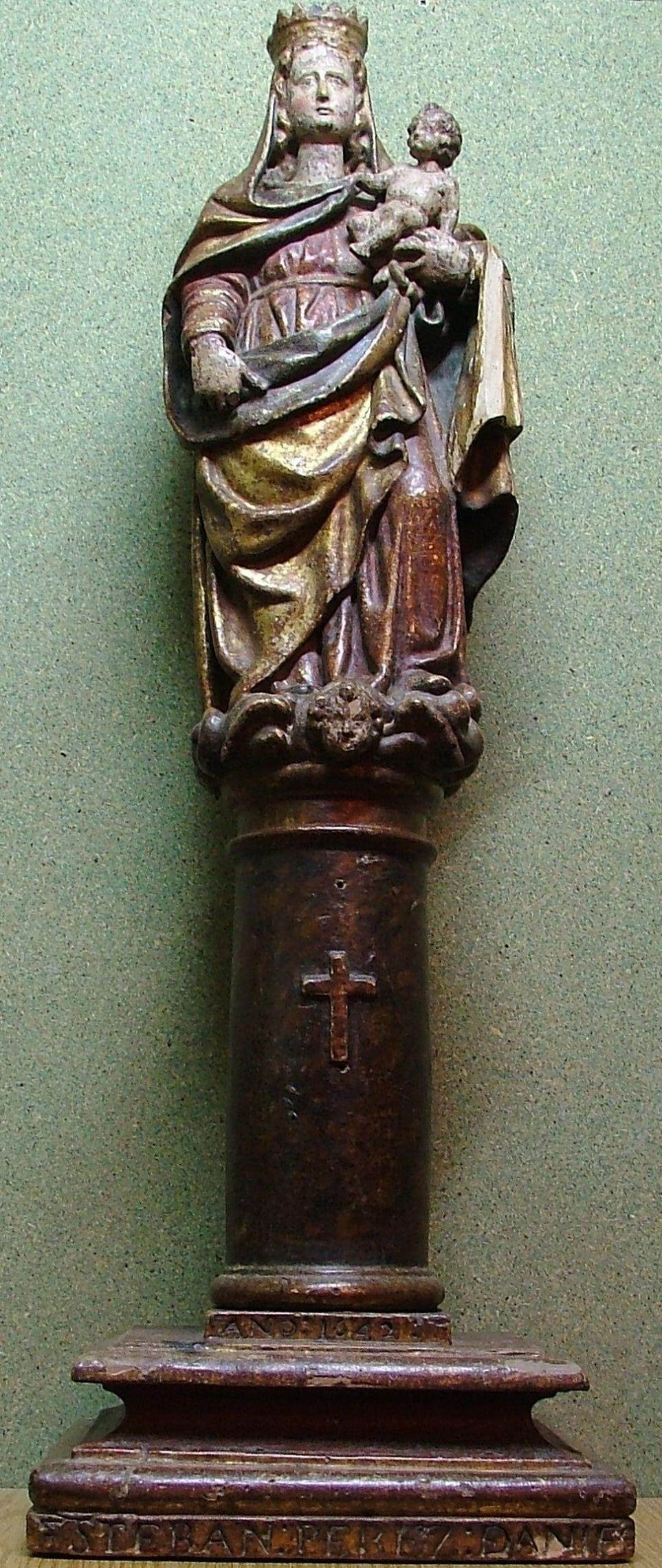
Statue de l'époque baroque de Notre-Dame du Pilier, Esteban Pérez de Anies  (1642).
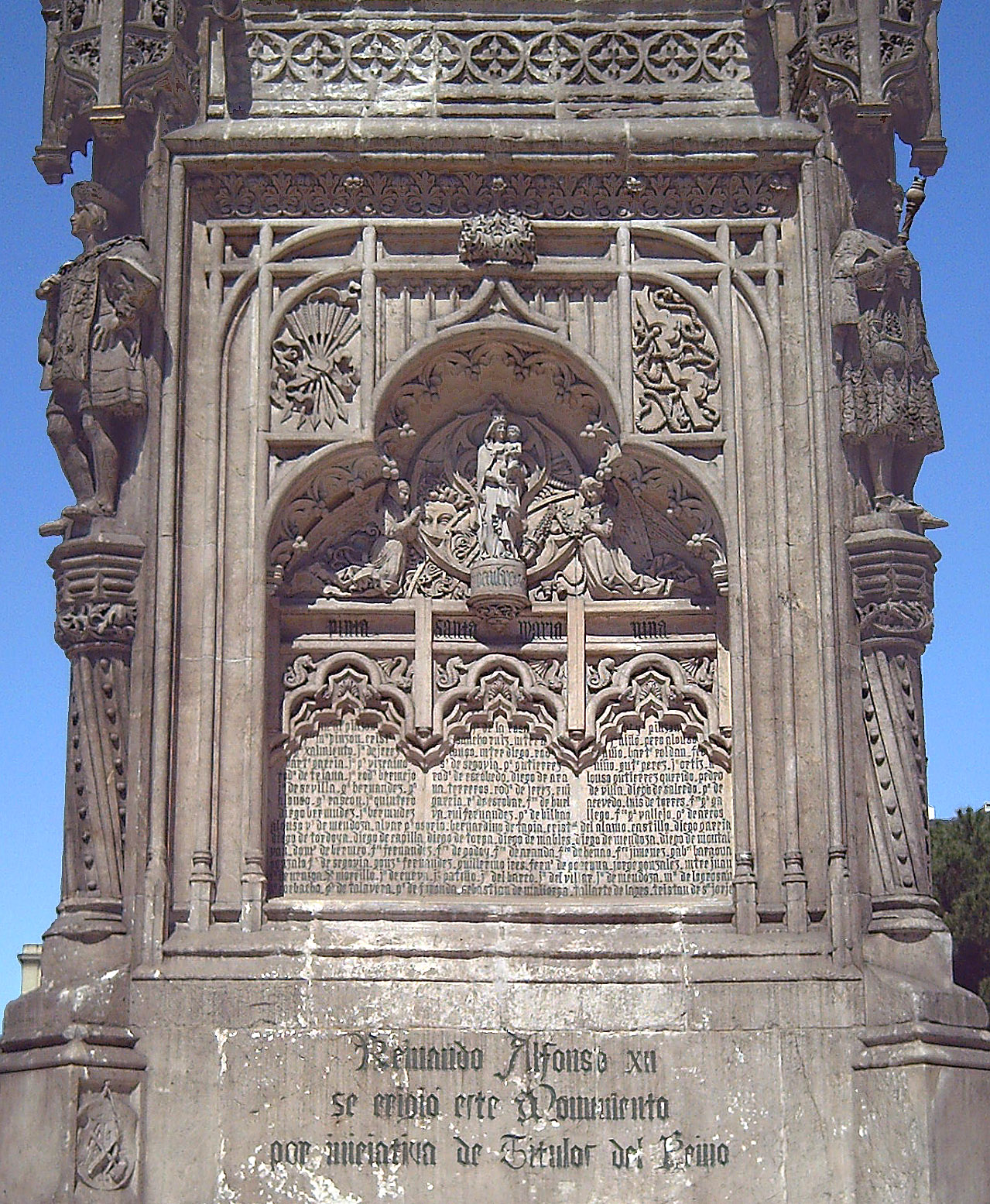
La Virgen del Pilar sculptée sur le monument à Colomb par Arturo Mélida (1885), Madrid.
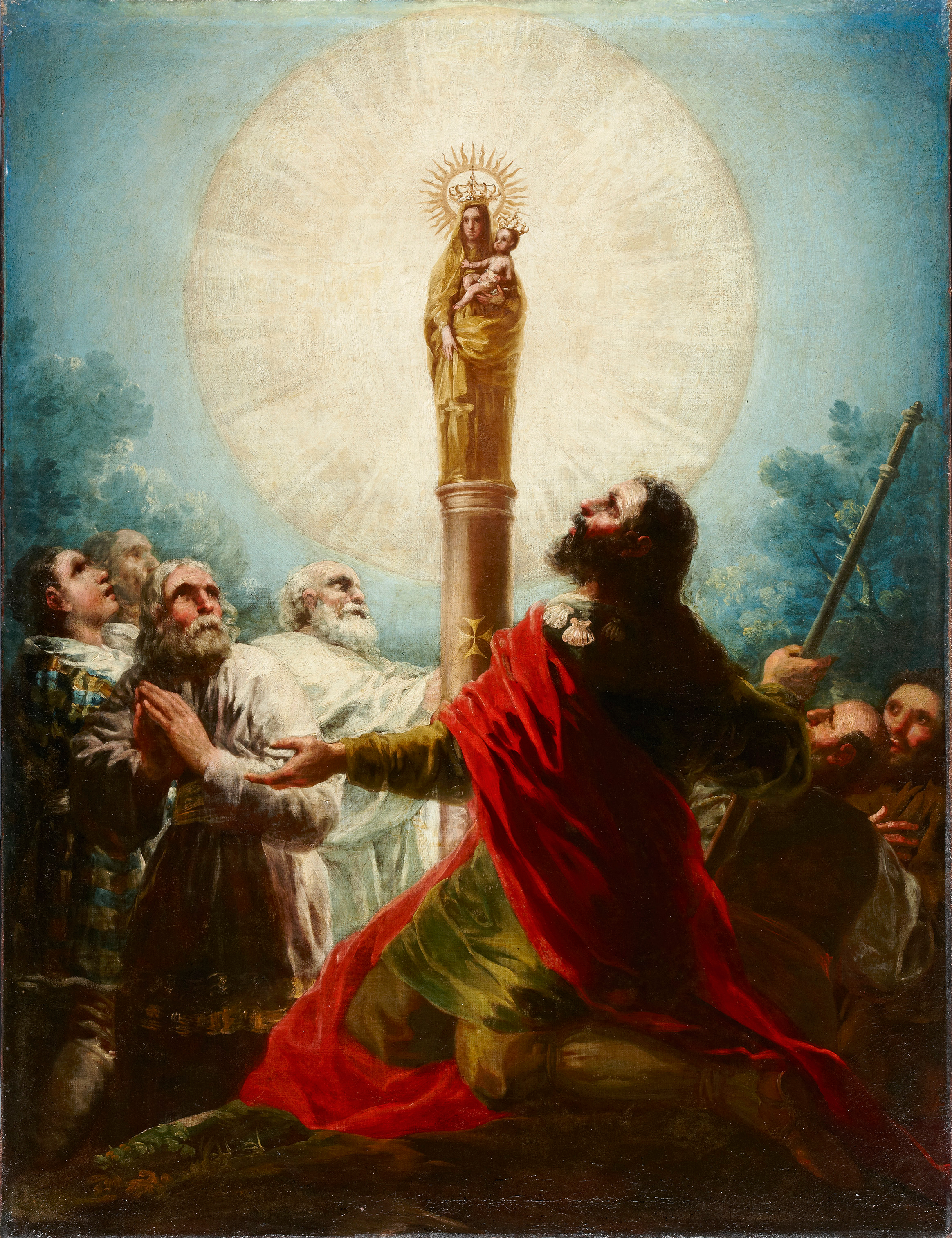
L'apôtre Jacques et ses disciples vénérant la Vierge du Pilar, Francisco de Goya (1780), musée de Saragosse.